# Chiesa di Nostra Signora di Talia
La chiesa di Nostra Signora di Talia è un edificio religioso situato ad Olmedo, centro abitato della Sardegna nord-occidentale.
Intitolata a santa Maria di Ulumetum quando il borgo di Ulumetum era sede della omonima curatoria del giudicato di Torres, fu poi chiamata Nostra Signora di Talia prendendo il nome da un simulacro ritrovato presso il vicino sito archeologico di Talia. 
Databile fra il 1100 e il 1125, venne edificata, probabilmente da maestranze tosco-lombarde, utilizzando conci di calcare, trachite basaltica e tufo rossastro. L'aula interna, che misura complessivamente 10 m x 6,28, è suddivisa in tre navate scandite da arcate su colonne e termina col presbiterio, leggermente rialzato. La copertura è a botte a sesto rialzato nelle strette navate laterali (meno di un metro di larghezza) e lignea quella mediana.
La facciata è semplice: presenta un portale architravato con arco a tutto sesto mentre in alto è presente una serie di archetti e un'apertura cruciforme. La muratura inferiore eseguita in cantonetti irregolari contro quella della parte alta nella quale sono stati utilizzati conci ben squadrati, spingono a ipotizzare un importante intervento in un momento successivo all'edificazione della chiesa.

## Bibliografia

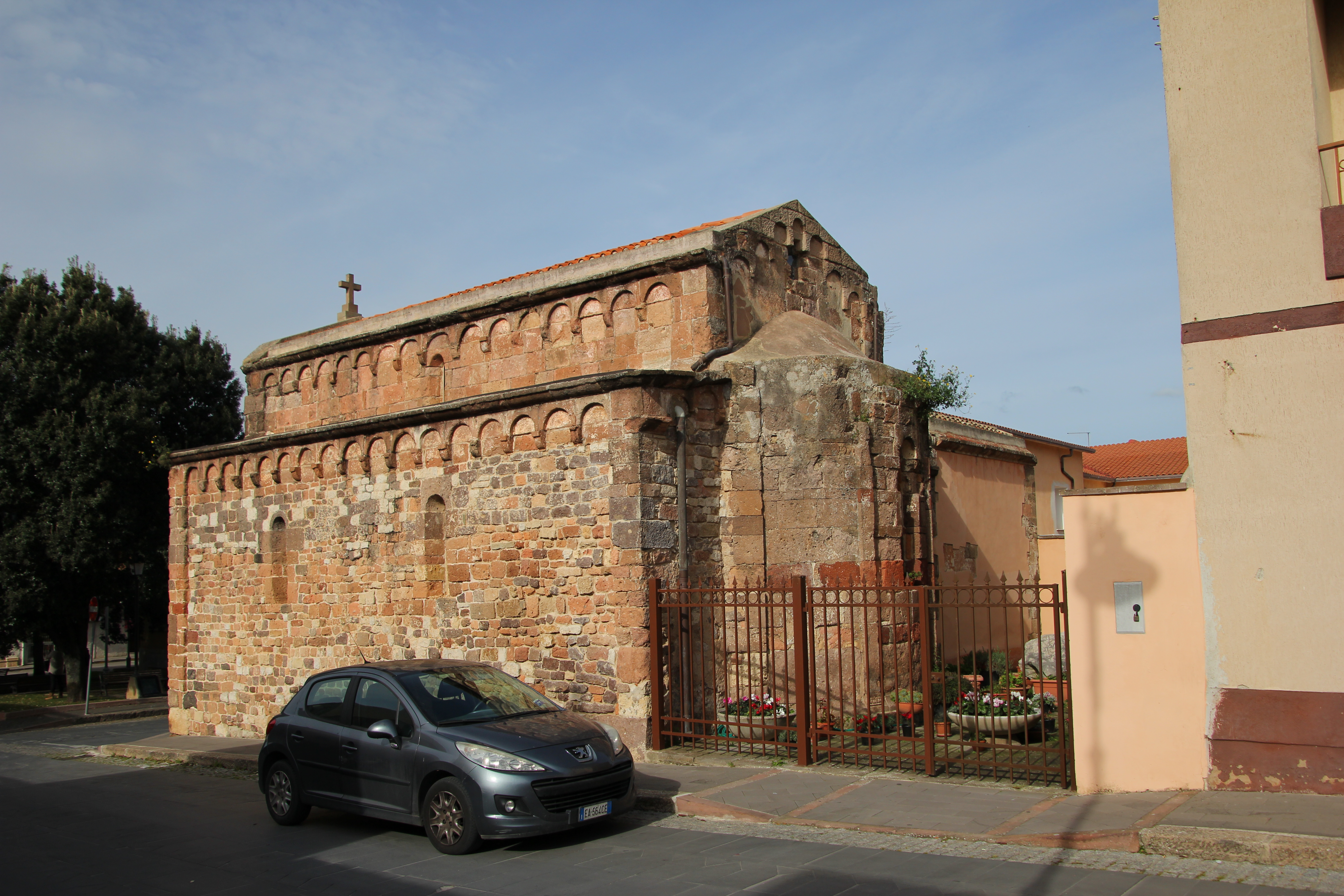